# Galoisteori

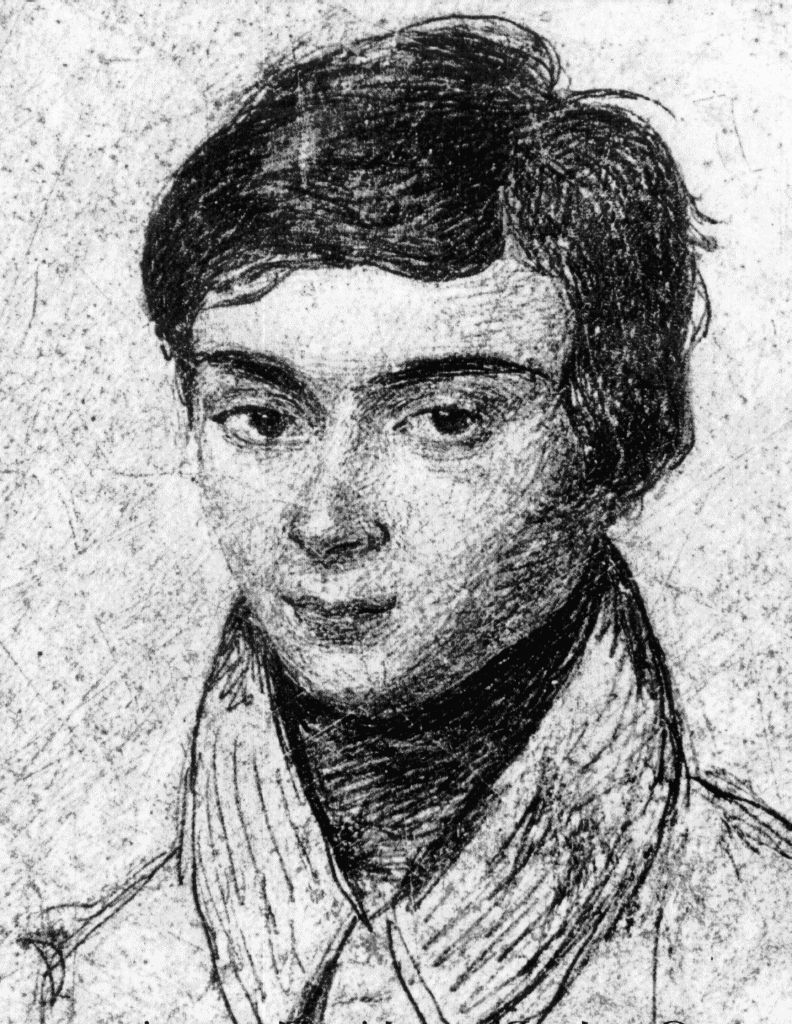
Évariste Galois (1811–1832)

Inom matematiken är Galoisteori, uppkallat efter Évariste Galois, en teori som sammanbinder kroppteori och gruppteori. Med Galoisteori kan flera problem i kroppteorin reduceras till problem i gruppteorin, som på ett visst sätt är enklare och bättre förståeligt.
Ursprungligen använde Galois permutationsgrupper till att beskriva hur rötterna av en given polynomekvation är relaterade till varandra. Det moderna närmandesättet till Galoisteori, utvecklad av Richard Dedekind, Leopold Kronecker och Emil Artin, bland andra, innehåller studiet av automorfier av kroppsutvidgninger.
Vidare abstraktion av Galoisteori fås med teorin av Galoiskonnektioner.

## Modernt närmandesätt med kroppteori
I det moderna närmandesättet börjar man med en kroppsutvidgning L/K (läs: L över K) och betraktar gruppen av kroppautomorfier av L/K (dessa är bijektiva ringhomomorfier  α: L → L så att α(x) = x för alla x i K). 
Sambandet mellan närmandesätten med permutationer och kroppteori är följande. Koefficienterna av polynomet i fråga skall väljas från baskroppen K. Kroppen L skall vara kroppen som fås genom att lägga till rötterna av polynomet i fråga till baskroppen. Vissa permutationer av rötterna ger upphov till automorfier av L/K, och samma omvänt.
Det finns flera fördelar i det moderna närmandesättet jämfört med det gamla.
- Galoisteorins fundamentalsats uttrycks mycket enklare med kroppsutvidgningar.
- Användningen av andra baskroppar än Q är av stor vikt i många områden i matematiken. Exempelvis är Galoisteori med en talkropp, ändlig kropp eller lokal kropp som baskropp viktigt inom algebraisk talteori.
- Den gör studiet av oändliga utvidgningar mycket enklare. Igen är detta viktigt i algebraisk talteori, där man exempelvis studerar  absoluta Galoisgruppen av Q, definierad som Galoisgrupp av K/Q, där K är ett algebraiskt hölje av Q.
- Den tillåter en att betrakta oseparabla utvidgningar. Dylika utvidgningar uppstår inte i det klassiska fallet, eftersom det antogs alltid implicit att aritmetiken tog rum i karakteristik noll, men karakteristik skilt från noll uppstår ofta i talteori och algebraisk geometri.